# Canonvorming van het Nieuwe Testament
De canonvorming van het Nieuwe Testament is het proces dat uiteindelijk leidde tot een algemeen aanvaarde lijst van de geschriften van het Nieuwe Testament. De wetenschappelijke consensus is dat alle boeken van het Nieuwe Testament in de 1e eeuw geschreven zijn. Reeds aan het einde van de 2e eeuw bestond een canon die niet veel van de huidige verschilde. De tweede helft van de 4e eeuw vormde de beslissende fase van canonisering.

## Terminologie en bronnen
Het begrip canon betekent oorspronkelijk "riet" en daarvan afgeleid "maatstaf" of "norm". Men gebruikte het om een lijst met algemeen erkende Kerkelijke geschriften aan te duiden. Toegepast op de lijst gezaghebbende Bijbelse geschriften komt het begrip 'canon' pas voor in de tweede helft van de 4e eeuw bij Athanasius van Alexandrië.
Bronnen voor de canonvorming van het Nieuwe Testament zijn:
- Het al dan niet citeren van een geschrift door schrijvers in het vroege christendom.
- Handschriften van het Nieuwe Testament.
- Lijsten met gezaghebbende geschriften.
- Bespreking van de status van Bijbelse geschriften door schrijvers in het vroege christendom.

Canoniciteit werd bepaald aan de hand van veronderstelde apostolische oorsprong, gebruik in de liturgie en overeenstemming met de apostolische traditie. Boeken die toegeschreven werden aan (een leerling van) een apostel en in de eerste eeuwen tot stand waren gekomen, maar om uiteenlopende redenen niet opgenomen werden in de canon, heten apocriefen van het Nieuwe Testament. Geschriften die niet zijn geschreven door degene wiens naam ze dragen, worden pseudepigrafen genoemd.

## Het proces van canonisatie

### Criteria
Volgens nieuwtestamenticus Bart D. Ehrman hanteerden de proto-orthodoxe christenen vier criteria om te bepalen welke boeken in de canon thuishoorden en welke niet.:26:13
- Een boek moest antiek zijn, dat wil zeggen, stammen uit de tijd kort na het leven van Jezus (ca. 30 tot 100 n.Chr., ook wel de apostolische periode genoemd). Te recente geschriften zoals De herder van Hermas werden uitgesloten.
- Een boek moest apostolisch zijn, dat wil zeggen, geschreven door een apostel (of een metgezel van een apostel) van Jezus. Er waren discussies over wie tot deze apostolische vaders dienden te worden gerekend.
- Een boek moest orthodox zijn, dat wil zeggen, in lijn met de proto-orthodoxe theologie. Zo werd bijvoorbeeld de Openbaring van Petrus uitgesloten, omdat de christologie ervan docetisch was in plaats van hypostatisch. De Openbaring van Johannes werd bijna uitgesloten, omdat de proto-orthodoxen niet geloofden in de daarin verkondigde letterlijke duizendjarige heerschappij van Christus op aarde.
- Een boek moest brede erkenning genieten in de Kerk, dat wil zeggen, de meeste vroegchristelijke gemeenten dienden het te aanvaarden en gebruiken.

### Vroegste aanwijzingen
De brieven van de apostelen werden van de ene naar de andere gemeente doorgegeven: "Wanneer deze brief bij u is voorgelezen, moet u ervoor zorgen dat hij ook in de gemeente van Laodicea wordt voorgelezen, en dat u de brief aan hen te lezen krijgt". De schrijver van 2 Petrus sprak over "alle brieven van onze geliefde broeder Paulus". Ignatius van Antiochië citeert uit de meeste brieven van Paulus.
Dat de vier evangeliën rond het midden van de 2e eeuw algemeen verspreid en gezaghebbend waren, blijkt uit onder meer de volgende aanwijzingen:
- Het secundaire slot van het Evangelie van Marcus[v 3] veronderstelt kennis van de vier evangeliën.[bron?]
- Justinus de Martelaar meldt dat de "herinneringen van de apostelen" naast de profeten in de samenkomsten werden gelezen.[3] Uit citaten blijkt dat hij de evangeliën bedoelt, hoewel het onzeker is of hij het Evangelie van Johannes kende.[bron?]
- Tatianus schreef tussen 170 en 180 een harmonie van de vier evangeliën: Diatessaron.

### Vergelijking tussen de vroegste canons
| Boeken                  | Marcions canon | Canon Muratori | Peshitta | Codex Vaticanus | Codex Sinaiticus | Codex Alexandrinus | Codex Ephraemi Rescriptus |
| ----------------------- | -------------- | -------------- | -------- | --------------- | ---------------- | ------------------ | ------------------------- |
| Compositiedatum         | c. 130–140     | c. 170         | ?        | c. 300–325      | c. 330–360       | c. 400–440         | c. 450                    |
| Matteüs                 | Nee            | Waarschijnlijk | Ja       | Ja              | Ja               | Ja                 | Ja                        |
| Marcus                  | Nee            | Waarschijnlijk | Ja       | Ja              | Ja               | Ja                 | Ja                        |
| Lucas                   | Marcion        | Ja             | Ja       | Ja              | Ja               | Ja                 | Ja                        |
| Johannes                | Nee            | Ja             | Ja       | Ja              | Ja               | Ja                 | Ja                        |
| Handelingen             | Nee            | Ja             | Ja       | Ja              | Ja               | Ja                 | Ja                        |
| Romeinen                | Ja             | Ja             | Ja       | Ja              | Ja               | Ja                 | Ja                        |
| 1 Korintiërs            | Ja             | Ja             | Ja       | Ja              | Ja               | Ja                 | Ja                        |
| 2 Korintiërs            | Ja             | Ja             | Ja       | Ja              | Ja               | Ja                 | Ja                        |
| Galaten                 | Ja             | Ja             | Ja       | Ja              | Ja               | Ja                 | Ja                        |
| Efeziërs                | Laodicenzen    | Ja             | Ja       | Ja              | Ja               | Ja                 | Ja                        |
| Filippenzen             | Ja             | Ja             | Ja       | Ja              | Ja               | Ja                 | Ja                        |
| Kolossenzen             | Ja             | Ja             | Ja       | Ja              | Ja               | Ja                 | Ja                        |
| 1 Tessalonicenzen       | Ja             | Ja             | Ja       | Ja              | Ja               | Ja                 | Ja                        |
| 2 Tessalonicenzen       | Ja             | Ja             | Ja       | Ja              | Ja               | Ja                 | Misschien                 |
| 1 Timoteüs              | Nee            | Ja             | Ja       | Nee             | Ja               | Ja                 | Ja                        |
| 2 Timoteüs              | Nee            | Ja             | Ja       | Nee             | Ja               | Ja                 | Ja                        |
| Titus                   | Nee            | Ja             | Ja       | Nee             | Ja               | Ja                 | Ja                        |
| Filemon                 | Ja             | Ja             | Ja       | Nee             | Ja               | Ja                 | Ja                        |
| Hebreeën                | Nee            | Nee            | Ja       | Ja              | Ja               | Ja                 | Ja                        |
| Jakobus                 | Nee            | Nee            | Ja       | Ja              | Ja               | Ja                 | Ja                        |
| 1 Petrus                | Nee            | Nee            | Ja       | Ja              | Ja               | Ja                 | Ja                        |
| 2 Petrus                | Nee            | Nee            | Nee      | Ja              | Ja               | Ja                 | Ja                        |
| 1 Johannes              | Nee            | Waarschijnlijk | Ja       | Ja              | Ja               | Ja                 | Ja                        |
| 2 Johannes              | Nee            | Misschien      | Nee      | Ja              | Ja               | Ja                 | Misschien                 |
| 3 Johannes              | Nee            | Misschien      | Nee      | Ja              | Ja               | Ja                 | Ja                        |
| Judas                   | Nee            | Ja             | Nee      | Ja              | Ja               | Ja                 | Ja                        |
| Openbaring van Johannes | Nee            | Ja             | Nee      | Nee             | Ja               | Ja                 | Ja                        |
| 1 Clemens               | Nee            | Nee            | Nee      | Nee             | Nee              | Ja                 | Nee                       |
| 2 Clemens               | Nee            | Nee            | Nee      | Nee             | Nee              | Ja                 | Nee                       |
| Herder van Hermas       | Nee            | Nee            | Nee      | Nee             | Ja               | Nee                | Nee                       |
| Brief van Barnabas      | Nee            | Nee            | Nee      | Nee             | Ja               | Nee                | Nee                       |
| Openbaring van Petrus   | Nee            | Ja             | Nee      | Nee             | Nee              | Nee                | Nee                       |
| Wijsheid (van Salomo)   | Nee            | Ja             | Nee      | Nee             | Nee              | Nee                | Nee                       |

### Marcion
Marcion (ca. 85 — ca. 160) was een gnostische schrijver aan het begin van de 2e eeuw. Hij kon niet leven met al die verschillende versies van de evangeliën. Bovendien was hij van mening dat het "ware evangelie" was vertroebeld, dus kwam hij met een nieuw evangelie, dat hij het "Evangelie van de Heer" noemde en bij geleerden beter bekend is als het "Evangelie volgens Marcion". Deze tekst vertoont een sterke gelijkenis met het Evangelie volgens Lucas. De meeste geleerden menen dat de eerste een geredigeerde ("gezuiverde") versie is van de laatste, terwijl een minderheid van geleerden stelt dat het Evangelie volgens Lucas een geredigeerde versie van het Evangelie volgens Marcion moet zijn.
Naast dit ene evangelie koos Marcion tien (wederom "gezuiverde") brieven van Paulus uit als "canoniek". De Hebreeuwse Bijbel verwierp hij volledig. Dit was zijn "Bijbel". In zekere zin trof deze actie van Marcion de christelijke gemeenschap als een donderslag bij heldere hemel. Er was eenvoudig nooit een vraag geweest over het al dan niet terechte gezag van evangeliën, brieven of openbaringen. Opeens werd het dringend noodzakelijk vast te stellen welke werken "juist" waren en welke vervalsingen of op andere wijze onwaardig om in de kerken gebruikt te worden. Er is van dit proces alleen een voorstelling te maken door de brieven te lezen die de "kerkvaders" schreven en ontvingen.

### Na Marcion
Rond 155 meldde Justinus het bestaan van vier evangeliën. Tussen 170 en 180 bracht Tatianus in zijn Diatessaron de vier evangeliën bij elkaar in een doorlopend verhaal. (Deze tekst is nu grotendeels verloren.) In deze periode werden de andere geschriften van het Nieuwe Testament ook al genoemd. Tussen 150 en 180 bestond dus een verzameling van nieuwtestamentische geschriften met apostolisch gezag. De samenstelling verschilde per kerk. Vanaf 180 verschijnen de evangeliën plotseling met verwijzing naar de naam van de (toegeschreven) auteur. Rond 180 noemde Theophilus van Antiochië dertien brieven van Paulus en stelt hij "het evangelie" (waaronder zeker Johannes) en Paulus op dezelfde hoogte als Jesaja.
In de jaren die volgen begint meer overeenstemming te ontstaan over de canon.
- In de zogeheten 'Canon Muratori', gedateerd rond 170, staat een lijst van boeken van het Nieuwe Testament. In deze lijst ontbreken Hebreeën, Jakobus, 1 Petrus, 2 Petrus en een van de drie brieven van Johannes.[15] De Wijsheid van Salomo en de Openbaring van Petrus staan er wel in, maar die laatste met de notitie dat deze omstreden is. De Herder van Hermas komt minder gezag toe en mag niet worden voorgelezen in de kerk. De Brief aan de Laodicenzen wordt verworpen als een marcionitische vervalsing.
- Ireneüs van Lyon erkent rond 185 alle boeken van het Nieuwe Testament met uitzondering van Hebreeën, Filemon, Judas, 2 Johannes en 3 Johannes.
- Hippolytus van Rome erkent rond 200 dezelfde boeken als Ireneüs.
- Tertullianus erkent rond 200 alle boeken, behalve Hebreeën, Jakobus en 2 Petrus.
- Clemens van Alexandrië erkent in diezelfde tijd alle boeken van het Nieuwe Testament, maar daarnaast ook apocriefen zoals de brief van Barnabas en de Herder van Hermas alsmede heidense geschriften. In zijn omgeving was kennelijk nog geen duidelijke canon. In de grotere kerken was alleen nog onduidelijkheid over Hebreeën, Jakobus en 2 Petrus.

Canoniciteit werd bepaald aan de hand van veronderstelde apostolische oorsprong, gebruik in de officiële liturgie en overeenstemming met de apostolische traditie. De boeken die pretendeerden onderdeel te zijn van het Nieuwe Testament, toegeschreven werden aan een apostel en in de eerste eeuwen tot stand waren gekomen, maar om uiteenlopende redenen niet opgenomen werden in de canon, heten apocriefen. Geschriften die in de canon werden opgenomen, maar die niet volledig teruggaan op de apostelen worden pseudepigrafen genoemd. Vanaf 210 ontstond er discussie over Hebreeën, Jakobus, Judas, 2 Petrus, 2 en 3 Johannes en Openbaring. Deze boeken werden soms deuterocanoniek genoemd.

### De Griekse kerk
In de Griekse Kerk twijfelde men vooral aan Jakobus, Judas, 2 Petrus, 2 en 3 Johannes en Openbaring. Origenes (eerste helft 3e eeuw) beschouwde Hebreeën, Jakobus, 2 Petrus, 2 en 3 Johannes en Judas als twijfelachtig, hoewel hij bij de inhoud van Hebreeën geen twijfels had. De overige boeken, dus ook Openbaring, beschouwt hij wel als algemeen aanvaard. Onder vervalsingen rekende Origenes het evangelie van de Egyptenaren, het Thomasevangelie, het evangelie van Basilides en van Matthias.
In de strijd tegen het millenniarisme trok Dionysios de apostolische oorsprong van Openbaring in twijfel. Dit had grote invloed op twijfels rond dit boek in het oosten.
Eusebius van Caesarea (begin 4e eeuw) maakte onderscheid tussen algemeen aanvaarde boeken (de vier evangeliën, Handelingen der Apostelen, de brieven van Paulus, 1 Johannes en 1 Petrus) en algemeen bekende maar omstreden boeken (Hebreeën, Jakobus, Judas, 2 Petrus, 2 Johannes en 3 Johannes). In deze laatste categorie noemt Eusebius ook de boeken die volgens hem vervalsingen zijn: de Handelingen van Paulus, de Herder van Hermas, de Openbaring van Petrus, de brief van Barnabas, de Didachè en met enige aarzeling de Openbaring van Johannes. Andere geschriften zoals het Evangelie van Petrus en het Thomasevangelie verwerpt hij als ketterse vervalsingen op basis van hun afwijkende stijl en inhoud.
In zijn Paasbrief van 367 noemde Athanasius alle boeken van het huidige Nieuwe Testament, zonder enig onderscheid. Met uitzondering van Openbaring kregen de boeken al snel algemene erkenning. De discussies over Openbaring duurden nog enkele eeuwen, totdat de canoniciteit ervan onder invloed van het westen langzaamaan werd erkend.

### De Syrische kerk
Binnen de Griekssprekende Syrische Kerk ging de canonvorming ongeveer op dezelfde manier als in de andere Griekse Kerken. Lucianus van Antiochië ontkende de canoniciteit van Openbaring. Uiteindelijk was het Johannes van Damascus die in de achtste eeuw de complete canon erkende.
In de Oost-Syrische Kerk, waar men Syrisch sprak, was de Diatessaron van Tatianus nog tot de 5e eeuw het officiële evangelie. Toen werd de nieuwe Syrische Bijbelvertaling, de Peshitta, in gebruik genomen. Deze bevatte de boeken van het Nieuwe Testament, met uitzondering van Judas, 2 Petrus, 2 en 3 Johannes en Openbaring. Halverwege de 5e eeuw scheurde de Syrische Kerk in tweeën. Een deel volgde Nestorius en vormde de Oost-Syrische of Nestoriaanse Kerk, de rest werd miafysitisch onder leiding van Jacobus Baradaeus en vormde de Syrisch-Orthodoxe Kerk van Antiochië, die ook jacobieten werden genoemd. De nestorianen bleven de onvolledige canon gebruiken, terwijl de jacobieten alle boeken erkenden.

### De Latijnse kerk
In de Latijnse Kerk zijn lang twijfels geweest over de canoniciteit van Hebreeën, 2 Petrus, 2 en 3 Johannes, Jakobus en Judas. Rond 250 erkende Novatianus alle boeken behalve deze zes en 1 Petrus. Cyprianus erkende 1 Petrus wel, maar de zes genoemde boeken niet. De canon van Cheltenham, van rond 360, erkent alle boeken, behalve Hebreeën, Jakobus en Judas.
De twijfels gingen vooral over de apostoliciteit van de brieven. Onder invloed van de Griekse Kerk werden ze echter uiteindelijk erkend. Hilarius van Poitiers erkende voor 367 ook Hebreeën, Jakobus en 2 Petrus als apostolisch. Hiëronymus gebruikte de lijst van Athanasius als canonieke standaard (394) en hetzelfde geldt voor Paus Innocentius I (405). Tijdens het derde concilie van Carthago in 397, werd de canon officieel door de Latijnse kerk vastgelegd. Dit concilie bevestigde het besluit van het Concilie van Hippo (393).